# Episodi di Kyashan Sins
Questa è la lista degli episodi di Kyashan Sins.
| Nº | Titolo italiano Giapponese 「Kanji」 - Rōmaji | Prima visione    | Prima visione    |
| Nº | Titolo italiano Giapponese 「Kanji」 - Rōmaji | Giapponese       | Italiano         |
| 1  | Alla fine del mondo 「終末の世界で」 - Shuumatsu no sekai de | 1º ottobre 2008  | 14 febbraio 2019 |
| 1  | In un futuro prossimo, un androide di nome Kyashan vaga su una Terra desolata. La maggior parte degli esseri umani furono uccisi in una guerra apocalittica dai robot guidati da Bryking Boss. Durante la sua ricerca per scoprire chi sia, Kyashan fa amicizia con una bambina robot di nome Ringo. Tuttavia, Ringo si ritrova ad avere paura di Kyashan dopo che questi ha ucciso un robot che la stava attaccando. Poco tempo dopo, Kyashan si trova davanti a Lyuze, una ragazza robot che dice di odiarlo. |                  |                  |
| 2  | Il mondo è pieno di urla di morte 「世界は断末の声に満ちて」 - Sekai wa dan matsu no koe ni michi te | 8 ottobre 2008   | 21 febbraio 2019 |
| 2  | Kyashan incontra una coppia di robot e il loro cane Friender. Kyashan scopre che fanno parte di una comunità di robot che ha accettato pacificamente la rovina. Quando, però, i robot scoprono che lui è Kyashan tentano di mangiarlo per ottenere la vita eterna. Kyashan è costretto a difendersi e impazzisce, sterminando tutta la comunità e lasciando Friender come unico sopravvissuto. |                  |                  |
| 3  | Per la fine della sofferenza 「苦悩の果てに」 - Kunou no hate ni | 15 ottobre 2008  | 28 febbraio 2019 |
| 3  | Dopo aver lasciato la città dei robot, Kyashan incontra il primo essere umano dei suoi viaggi, un uomo chiamato Akos. Dopo aver saputo che la comunità dei robot non esiste più, Akos comincia a seguire Kyashan. Akos spiega a Kyashan le fragilità degli esseri umani. Più tardi, Kyashan incontra nuovamente Friender, che vuole vendicarsi di lui per aver ucciso i suoi proprietari. Dopo essere stato ferito dal cane robotico, Kyashan decide di dare la sua vita a Friender, ma quest'ultimo gliela risparmia e si unisce a lui nei suoi viaggi. Akos decide di lasciare Kyashan e Friender, morendo poco dopo per malattia. |                  |                  |
| 4  | L'angelo della rovina 「滅びの天使」 - Horobi no tenshi | 22 ottobre 2008  | 7 marzo 2019     |
| 4  | Kyashan incontra Sophita, un robot di sesso femminile, che ama combattere contro i robot. Essa è soprannominata "l'angelo della rovina" dai robot che hanno sentito parlare di lei e che la temono. Sophita vuole combattere contro Kyashan, ma quest'ultimo rifiuta. Lei gli dice che la lotta è il suo modo di vivere. Successivamente, Sophita viene attaccata da alcuni robot ma Kyashan la protegge. |                  |                  |
| 5  | L'uomo che uccise il Sole chiamato Luna 「月という名の太陽を殺した男」 - Tsuki toiu na no taiyou o koroshi ta otoko | 29 ottobre 2008  | 14 marzo 2019    |
| 5  | Lyuze compare di nuovo davanti a Kyashan e lo condanna per la morte di Luna. Luna infatti, era l'unica sorgente di vita per il mondo. In passato, la sorella di Lyuze, Liza venne incaricata di proteggere Luna, ma morì anch'ella per mano di Kyashan. Kyashan dice che è disposto a farsi uccidere. Kyashan, però, impazzisce e tenta di uccidere Lyuze che viene salvata da Friender. Nel frattempo, Ringo, Ohji e altri robot affetti dalla rovina vengono attaccati da una banda di robot banditi. Kyashan li ferma ma perde nuovamente il controllo e uccide anche altri robot innocenti, solo le grida di Ringo riescono a fermarlo. Poco dopo, compare un nuovo cyborg, Dio. |                  |                  |
| 6  | Riunione con il destino 「運命との再会」 - Unmei to no saikai | 5 novembre 2008  | 21 marzo 2019    |
| 6  | Dio, un cyborg da combattimento molto simile a Kyashan, spiega che è proprio Kyashan la rovina del mondo e che dopo la sua morte il mondo vivrà in pace e i robot saranno salvi, Dio rivela di voler creare un esercito di robot per salvarli dalla rovina. I due cyborg passano poi allo scontro e Kyashan viene salvato da Lyuze che accoltella Dio. Dio viene portato via da un cyborg donna mentre Lyuze dice a Kyashan che sarà lei ad ucciderlo. |                  |                  |
| 7  | La ragazza dell'alta torre 「高い塔の女」 - Takai tou no onna | 12 novembre 2008 | 28 marzo 2019    |
| 7  | Kyashan visita una fabbrica malandata con un'alta torre incompleta. Lì incontra Lizabel, un'ex operaia robot che utilizza le parti dei robot per costruire una campana. Il suo desiderio è quello di mettere una campana gigante in cima alla torre e farla suonare per rallegrare chi l'ascolta. Lei rimane affascinata dal corpo perfetto di Kyashan e cerca di fonderlo per creare la campana, ma non ci riesce. Infine, Lizabel è costretto a creare una campana che emette un suono orribile, in tal modo i robot che la sentono, infastidi, la distruggono. |                  |                  |
| 8  | L'elogio della speranza 「希望の賛歌」 - Kibou no sanka | 19 novembre 2008 | 4 aprile 2019    |
| 8  | Kyashan incontra una robot cantante di nome Janice che vuole recarsi in una città diroccata conosciuta come Bazaar per poter cantare ai robot rifugiati che si nascondono lì. Così, Kyashan decide di scortarla fino a Bazaar. Raggiunta finalmente la loro destinazione, si scopre che Janice è sull'orlo della rovina, così dedica la sua ultima canzone a Kyashan, mentre quest'ultimo, insieme a Friender e Lyuze, la protegge da alcuni robot. |                  |                  |
| 9  | Il fiore che sboccia nella Valle della Rovina 「滅びの谷に咲く花」 - Horobi no tani ni saku hana | 26 novembre 2008 | 11 aprile 2019   |
| 9  | Kyashan combatte contro un gruppo di robot e uno di questi lo spinge giù da una rupe. Lì, trova una bambina robot mentalmente disturbata che gli cura le ferite e gli dà dei fiori. Si viene a sapere , dopo l'arrivo di Lyuze, Ringo e Ohji che quel luogo è il cimitero dei robot. Il nome della bambina è Nico ed era una serva di Luna ma dopo la morte di quest'ultima, Nico ha avuto dei danni ai circuiti cerebrali e adesso crede che la bambola che si trova nel cimitero sia Luna. Più tardi, Nico viene attaccata da alcuni robot e perde la vita. Infine, Bolton, un robot guarito da Nico, dice a Kyashan di trovare Luna perché crede che sia ancora viva. |                  |                  |
| 10 | L'uomo imprigionato nel passato 「過去に囚われた男」 - Kako ni toraware ta otoko | 3 dicembre 2008  | -                |
| 10 | Piuttosto che concentrarsi su Kyashan, questo episodio segue Dio e il suo tentativo di ristabilire un esercito di robot come quello di Bryking Boss. Durante l'incontro dei robot aderenti al nuovo esercito, un personaggio misterioso vestito con un mantello arriva al castello di Dio. L'individuo è un robot di nome Dune, ex guardia del corpo di Luna. Dune, dopo essersi scontrato con Leda, viene atterrito da Dio. Successivamente, Dune scambia Dio per Kyashan, l'assassino di Luna, e ciò fa infuriare molto Dio il quale infierisce su Dune prima di essere fermato da Leda. Infine, Dio tiene un discorso ai robot del suo esercito mentre Dune, ancora vivo, vaga nuovamente in cerca di Luna. |                  |                  |
| 11 | Una missione personale 「己の使命のもとに」 - Onore no shimei no moto ni | 10 dicembre 2008 | 18 aprile 2019   |
| 11 | Friender tenta di salvare Kyashan da alcuni detriti provenienti dall'ultimo attacco da parte di alcuni robot. Non riuscendo ad aiutare il compagno, Friender incontra un gruppo misto di robot e umani guidati dal loro leader, Jin, i quali credono che Luna sia ancora viva. Uno dei membri, Gido, abbandona il suo gruppo e si unisce ai robot banditi. Dopo essersi ripreso, Kyashan riuscirà a sconfiggere i robot e aiuterà il gruppo. |                  |                  |
| 12 | Dipingere i momenti di vita 「生きた時を色にして」 - Ikita toki wo iro nishite | 17 dicembre 2008 | 25 aprile 2019   |
| 12 | Kyashan e Friender giungono in una città circondata da un grande lago, essa è popolata da robot che hanno accettato la morte. Qui, Kyashan incontra una robot disabile, Margo, la quale si considera un artista e dipinge la città di bianco. Tuttavia, il robot capo della città odia l'atteggiamento ottimistico di Margo e la fa attaccare da alcuni suoi alleati. Così, Kyashan, dopo aver ucciso i robot che attaccavano Margo, assiste inerme alla morte di quest'ultima dovuta alla rovina. |                  |                  |
| 13 | Il passato sorgerà prima di te 「過去は目の前に満ちる」 - Kako ha me no mae ni michiru | 24 dicembre 2008 | 2 maggio 2019    |
| 13 | Un gruppo di robot è in cammino verso Luna. Kyashan, Friender e, in seguito, Lyuze percorrono lo stesso cammino dei robot, alla ricerca di Luna. Quando arriva la pioggia, i tre si fermano in una grotta assieme a Ringo e Ohji. Qui, Kyashan incontra il suo vecchio leader Bryking Boss e, in preda alla disperazione, tenta di suicidarsi. |                  |                  |
| 14 | La verità illumina le tenebre 「真実は闇を照らし」 - Shinjitsu ha yami o terashi | 7 gennaio 2009   | 9 maggio 2019    |
| 14 | L'esercito di Dio comincia ad uccidere tutti i robot che pongono fede in Luna. Ohji, riesce con grande coraggio a salvare Ringo dalle grinfie di un robot. Successivamente, arrivano in suo soccorso anche Kyashan, Friender e Lyuze. Dio fa la sua apparizione e combatte di nuovo con Kyashan, ma ad un certo punto, quando quest'ultimo sembra avere la meglio, Leda ferma lo scontro e convince Dio a ritirarsi. Nel frattempo, compare una figura femminile che dice di chiamarsi Luna. |                  |                  |
| 15 | Lo shinigami Dune 「死神ドゥーン」 - Shinigami no Dune | 14 gennaio 2009  | 16 maggio 2019   |
| 15 | Dune, dopo la sconfitta subita per mano di Dio, striscia dolorosamente attraverso un paesaggio cristallizzato cercando di ricordare cosa fece in passato. Kyashan, Friender e Lyuze lo incontrano durante il loro cammino ma nessuno di loro si ricorda di lui. Dune, però, riconosce Kyashan e combatte con lui, venendo sconfitto. |                  |                  |
| 16 | Per la forza di credere 「信じる力のために」 - Shinjiru chikara no tame ni | 21 gennaio 2009  | 23 maggio 2019   |
| 16 | Kyashan e Lyuze trovano un gran numero di robot in prossimità di una valle. Poco dopo arrivano anche Ringo e Ohji. Ohjiracconta a Kyashan il suo passato e il suo incontro con Ringo. Nel frattempo, Dio affronta un grosso problema, uno dei suoi gruppi è stato sconfitto da dei robot misteriosi. Arrivati sul luogo, Dio e Leda trovano i responsabili, Vulcano e Marte, due tra i migliori robot del vecchio esercito di Bryking Boss. Dopo essere stato inizialmente sconfitto, Dio incontra Bryking che gli fa un discorso sulla differenza che c'è tra Kyashan e Dio stesso. Successivamente Dio uccide Marte mentre Vulcano riceve il colpo di grazia dal suo ex comandante, Bryking Boss. |                  |                  |
| 17 | La culla di vetro 「ガラスのゆりかご」 - Garasu no yuri kago | 28 gennaio 2009  | 30 maggio 2019   |
| 17 | Kyashan e il suo gruppo incontrano un trio di ragazzi robot. Ringo fa amicizia con i tre, in particolare uno di loro, un robot muto di nome Holter. Quando i tre ragazzi tornano alla loro casa (un vecchio magazzino) si imbattono in Dio e Leda, la quale si finge gentile per reperire informazioni su Luna dai tre ragazzi. Così, i ragazzi conducono Leda nel luogo dove è nata Luna, una specie di ampolla di vetro. Quando Leda fa del male ai tre, interviene Kyashan che la ferisce gravemente e, poco dopo, si intromette Dio che ferma lo scontro. Infine, Holter consegna a Ringo, la prescelta dagli Occhi dell'Onestà, delle nano-cellule di Luna. Ohji spiega che deve studiare queste cellule e perciò deve allontanarsi dal gruppo. |                  |                  |
| 18 | Vivere il tempo trascorso, il tempo che verrà 「いきた時これからの時間」 - Iki ta toki korekara no jikan | 2 febbraio 2009  | 6 giugno 2019    |
| 18 | L'episodio ruota intorno alla figura di Lyuze, le sue domande e le sue intenzioni. Dopo aver attraversato una serie di scenari nella mente, Lyuze si rende conto di essere innamorata di Kyashan, l'assassino di sua sorella. Lyuze decide di continuare a vivere al suo fianco fino alla morte. |                  |                  |
| 19 | Credi nel fiore che vive nel cuore 「心に棲む花を信じて」 - Kokoro ni sumu hana wo shinji te | 9 febbraio 2009  | 13 giugno 2019   |
| 19 | In prossimità del castello di Luna, Kyashan e Lyuze vengono attaccati da due robot di nome Castor e Helene. Questo incontro fa preoccupare molto Lyuze che adesso teme davvero la rovina. Mentre si nascondono in una grotta, Ringo cita una storia che Ohji gli raccontò, riguardo ad un mostro immortale a nove teste che vive nelle caverne, Idra di Lerna |                  |                  |
| 20 | Per chi sboccia il fiore 「誰がために花は咲く」 - Dare ga tame ni hana ha saku | 16 febbraio 2009 | 20 giugno 2019   |
| 20 | Kyashan, Lyuze e Ringo raggiungono finalmente il castello di Luna. Arrivati, incontrano Dune che è tornato ad essere la guardia personale di Luna. Il gruppo è stupito nel vedere il gran numero di robot presenti fuori dal castello. Kyashan trova un robot, guarito da Luna che viene aggredito e picchiato da altri robot. Successivamente, un gruppo di robot banditi tenta di uccidere Luna ma viene fermato da Kyashan e Dune, che nello scontro rimane gravemente ferito. Luna si rifiuta di guarire il suo servitore e Dune muore. Kyashan e gli altri rimangono scioccati e arrabbiati dal comportamento di Luna. Altrove, Bryking Boss visita le tombe dei suoi subordinati morti, mentre Leda viene informata della posizione di Luna. Kyashan si chiede se Luna possa davvero portare la salvezza nel mondo. |                  |                  |
| 21 | Paradiso di Disperazione 「失望の楽園」 - Shitsubou no rakuen | 23 febbraio 2009 | 27 giugno 2019   |
| 21 | Luna racconta al gruppo di Kyashan che il suo sangue può donare la vita eterna ma odia la morte e la rovina. Così, Kyashan decide di andarsene da quel luogo. Poco dopo, però, Kyashan cambia idea e vuole che Ringo venga guarita da Luna nonostante le proteste di Lyuze. In questo frangente, arriva Ohji il quale racconta alcuni particolari su Luna. Molto tempo fa, l'uomo trovò un modo per vivere in eterno, ma Bryking Boss trovò disgustoso tutto questo e cominciò a sterminare gli esseri umani dando l'ordine di assassinare Luna. Ohji spiega che la vecchia e l'attuale Luna sono ben diverse, mentre la vecchia Luna concedeva la morte, la nuova dà la vita eterna. Così, Ohji desidera che Ringo riceva le cure da Luna ma la bambina si rifiuta. Dopo aver visto ciò, Kyashan raggiunge Dio, Leda e il loro esercito e si lascia brutalmente massacrare. |                  |                  |
| 22 | La lacrima chiamata eternità 「永遠という名の雫」 - Eien toiu na no shizuku | 2 marzo 2009     | 4 luglio 2019    |
| 22 | Dio cattura Kyashan e lo imprigiona nel suo castello. Leda vorrebbe far guarire Dio da Luna ma questo si rifiuta. Così, Leda va al castello di Luna e le ordina di guarire solo gli individui scelti da lei. Nel frattempo, Bryking Boss è seguito da robot sull'orlo della rovina. Leda riceve la guarigione di Luna, ma non è sufficiente e inizia a subire la rovina. Tornata da Luna, Leda pretende una nuova guarigione che però si rivela essere più dolorosa. Lasciato il proprio castello, Dio permette a Kyashan di guarire così da poterlo sconfiggere in seguito. Si apprende che l'unica ragione di vita di Dio è sconfiggere Kyashan. Dopo essere guarito del tutto, Kyashan affronta Dio. |                  |                  |
| 23 | Quelli che ritorneranno 「還る者達」 - Kaeru mono tachi | 9 marzo 2009     | 11 luglio 2018   |
| 23 | Bryking Boss lascia il cimitero dei robot e, seguito da un esercito di robot, inizia il suo viaggio. Kyashan e Dio continuano a combattere senza tregua. Leda si sveglia in un mucchio di robot in rovina. La cyborg è scioccata nel vedere il suo corpo in uno stadio avanzato di rovina e giura vendetta verso Luna. Poco dopo, incontra Ringo ma esita a ucciderla. Quando, poi, Lyuze arriva per prendere Ringo, Leda si ritira. La lotta tra Kyashan e Dio finisce con la vittoria di quest'ultimo che però è ormai sull'orlo della rovina, in questo frangente Leda va al castello di Luna per ucciderla ma quest'ultima la sorprende con una pugnalata al petto. Kyashan arriva sulla scena e dice a Leda che Dio voleva salvarla. Così, Leda torna da Dio. Disgustato dal comportamento di Luna, Kyashan rifiuta la sua offerta di diventare il re eterno del mondo e lascia il castello assieme a Lyuze, Ringo e Ohji. In un altro luogo, Leda trova Dio ormai morto e riposa in pace accanto a lui. Poco dopo, Bryking Boss accetta l'offerta di Luna di essere il re eterno del mondo. |                  |                  |
| 24 | Per i fiori che vagano e sbocciano 「巡り咲く花へ」 - Meguri saku hana he | 16 marzo 2009    | 18 luglio 2019   |
| 24 | Kyashan, Lyuze, Ringo, Ohji e Friender vanno a vivere in un luogo lontano da Luna. Tuttavia, Lyuze e Ohji muoiono per gli effetti della rovina. Nel frattempo, i robot continuano ad affluire al santuario di Luna dove ottengono la vita eterna, eccetto i robot che sono in stato di decomposizione, i quali vengono subito uccisi. Kyashan, con Ringo, seppellisce Lyuze e Ohji, prima di scontrarsi con l'esercito di Luna. Successivamente, Kyashan uccide anche il suo ex comandante Bryking Boss. Arrivato al castello, Kyashan viene colpito con uno spadone da Luna, la quale si stupisce del fatto che Kyashan non tenti di ucciderla un'altra volta. Kyashan non vuole più uccidere ma avverte Luna che tornerà se il mondo dimenticherà la morte. Anni dopo, ormai diventata una ragazza, Ringo, assieme a Friender, veglia sulle tombe di Ohji e Lyuze attendendo l'eventuale ritorno di Kyashan. |                  |                  |